# Hajnalka Kiraly
Hajnalka Király-Picot (Veszprém, 2 marzo 1971) è una schermitrice ungherese naturalizzata francese, vincitrice di una medaglia di bronzo nella scherma ai giochi olimpici.
È la moglie di Patrick Picot.

## Palmarès
In carriera ha ottenuto i seguenti risultati:
- Giochi Olimpici:

Atene 2004: bronzo nella spada a squadre.
- Mondiali di scherma

Essen 1993: oro nella spada a squadre (per l' Ungheria).
Atene 1994: argento nella spada a squadre (per l' Ungheria).
L'Aia 1995: oro nella spada a squadre (per l' Ungheria).
Città del Capo 1997: oro nella spada a squadre (per l' Ungheria).
Lisbona 2002: oro nella spada a squadre (per l' Ungheria).
Lipsia 2005: oro nella spada a squadre.
Torino 2006: argento nella spada a squadre.
San Pietroburgo 2007: oro nella spada a squadre.
Pechino 2008: oro nella spada a squadre.
- Europei di scherma

Limoges 1996: bronzo nella spada individuale (per l' Ungheria).
Funchal 2000: argento nella spada a squadre e bronzo individuale (per l' Ungheria).
Coblenza 2001: oro nella spada a squadre e bronzo individuale (per l' Ungheria).
Mosca 2002: oro nella spada a squadre (per l' Ungheria).
Gand 2007: bronzo nella spada a squadre.
Lipsia 2010: bronzo nella spada a squadre.
- Giochi del Mediterraneo

Almeria 2005: oro nella spada individuale.